# Drávapiski
Drávapiski község Baranya vármegyében, a Siklósi járásban.

## Fekvése
A vármegye déli régiójában, az Ormánság középső részén helyezkedik el. A szomszédos települések: északkelet felől Rádfalva, kelet felől Drávacsepely, dél felől Kémes, nyugat felől Adorjás, északnyugat felől pedig Kórós.

### Megközelítése
Közigazgatási határai között áthalad a Harkány-Sellye-Darány közt húzódó 5804-es út, lakott területe vonatkozásában azonban zsáktelepülésnek tekinthető, mert csak az előbbi útból leágazó 58 151-es számú mellékúton érhető el; az elágazás Kémes legnyugatibb házaitól körülbelül egy kilométerre található.

## Története
Drávapiski nevét már 1177-ben említik a korabeli oklevelek Pyspeky néven, később pedig Pysky formában. Nevéből következtethetően valószínűleg püspöki birtok volt, és 1177-ben a kémesi uradalomhoz tartozott.

## Közélete

### Polgármesterei
- 1990–1994: Kasza Lajos (független)[3]
- 1994–1998: Kasza Lajos (független)[4]
- 1998–2002: Ifj. Márkus József (független)[5]
- 2002–2006: Márkus József (független)[6]
- 2006–2010: Mali Zoltán (SZDSZ)[7]
- 2010–2014: Mali Zoltán (független)[8]
- 2014–2019: Mali Zoltán (független)[9]
- 2019–2024: Mali Zoltán (független)[10]
- 2024– : Mali Zoltán (Megoldás Mozgalom)[1]

## A népesség alakulása
| Év    | Lakosok száma |
| ----- | ------------- |
| 1950. | 230 fő        |
| 1960. | 165 fő        |
| 1970. | 141 fő        |
| 2001. | 97 fő         |
| 2002. | 103 fő        |
| 2008. | 96 fő         |

| Lakosok száma | 94   | 91   | 79   | 57   | 73   | 101  | 98   | 107  |
|               | 2013 | 2014 | 2015 | 2019 | 2021 | 2022 | 2023 | 2024 |

A 2011-es népszámlálás során a lakosok 100%-a magyarnak, 23,3% cigánynak mondta magát (a kettős identitások miatt a végösszeg nagyobb lehet 100%-nál). A vallási megoszlás a következő volt: római katolikus 68,6%, református 18,6%, felekezeten kívüli 9,3% (2,3% nem nyilatkozott).
2022-ben a lakosság 90,1%-a vallotta magát magyarnak, 10,9% cigánynak, 1% németnek, 1% lengyelnek (9,9% nem nyilatkozott; a kettős identitások miatt a végösszeg nagyobb lehet 100%-nál). Vallásuk szerint 50,5% volt római katolikus, 4% református, 15,8% felekezeten kívüli (29,7% nem válaszolt).

## Nevezetességei

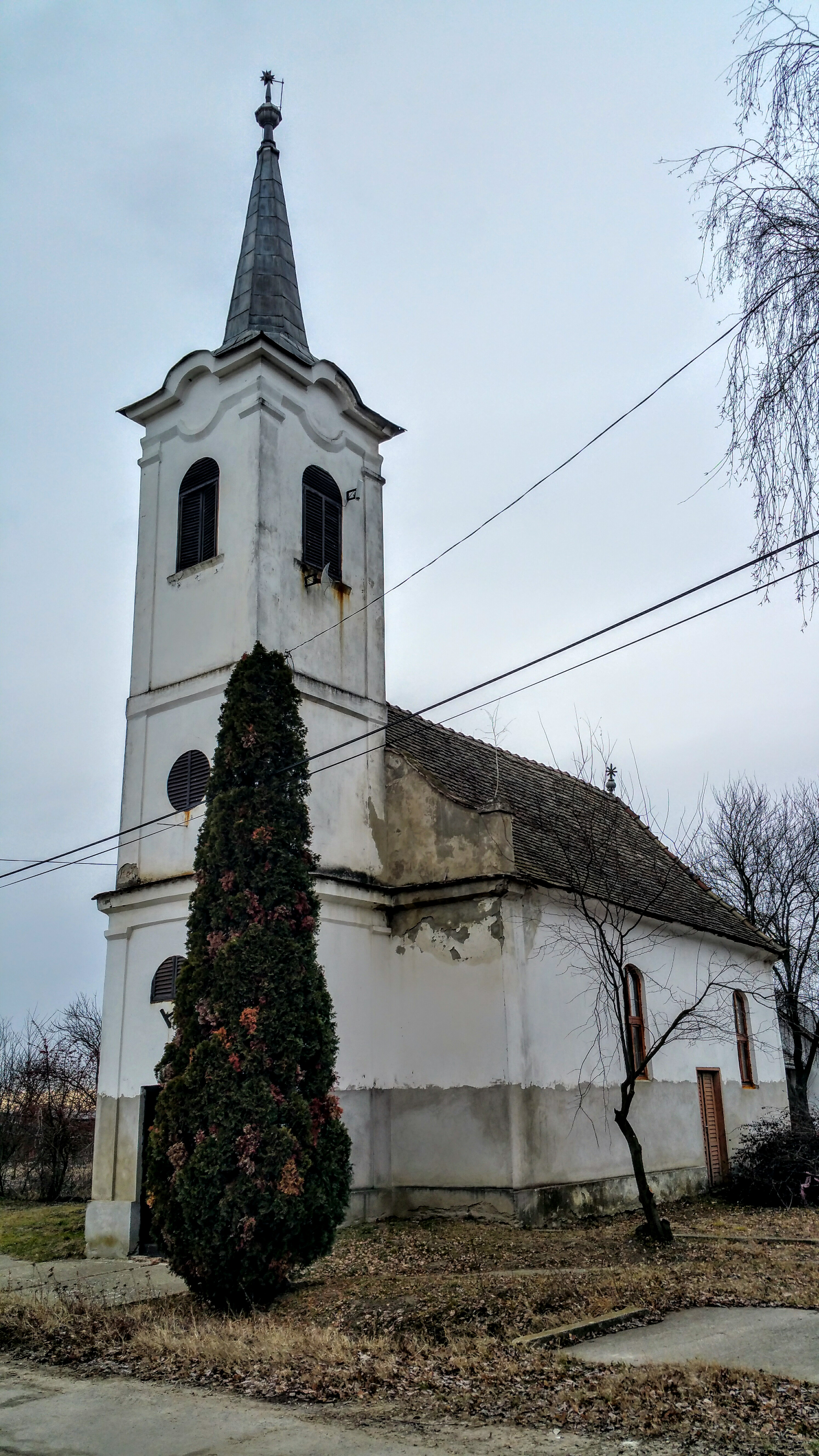
református templom

- Református templom